# Canciones urgentes
Canciones urgentes es un álbum recopilatorio del cantautor cubano Silvio Rodríguez.
Es una recopilación de canciones ya publicadas en otros álbumes que definen su lucha por el socialismo a través del movimiento de la nueva trova cubana. Se hizo con la esperanza de hacer conocer la obra de Rodríguez a un público anglófono y por lo tanto contiene una carátula con las letras en inglés además del español. Es el volumen uno de la colección Cuba Classics y fue reeditado en 2000. En la producción participa el renombrado músico David Byrne (Talking Heads).

## Lista de canciones
1. Sueño de una noche de verano
2. Causas y azares
3. Como esperando abril
4. Playa Girón
5. Canto arena
6. La maza
7. Canción urgente para Nicaragua
8. Sueño con serpientes
9. Unicornio
10. Nuestro tema
11. No hacen falta alas
12. Oh Melancolía